# フー・シー
フー・シー?（英語: Who See?）あるいはフー・シー・クラパ（Who See Klapa）は、コトル湾を拠点に活動するモンテネグロのヒップホップ・ユニットである。

## 来歴
デダ（Dedduh）ことデヤン・デドヴィッチ（Dejan Dedović）と、ノイズ（Noyz）ことマリオ・ジョルジェヴィッチ（Mario Đorđević）の2人から成る。2000年代初期に結成され、その頃に作成されたデモテープとしては「Dim po dim」がある。2人はセルビアのヒップホップ・コンピレーション・アルバム『Ulice vol.1』や、43Zlaのアルバム『Sve same barabe』などに客演した。2007年にはフー・シーのデビュー・アルバム『Sviranje kupcu』が発売された。アルバムにはバッド・コピーやベオグラツキ・シンディカトのシュカボ、アイズバーンのホーンズマン・コヨーテ、ポドゴリツァ出身のプロデューサーでMCのライノーが客演として参加している。ライノーは複数の収録曲を手がけ、またアルバム全体のエグゼクティブ・プロデューサーも担当している。
フー・シーはまた、アイス・ニグルティンやプルティ・ベー・ゲーとの共演曲「Pozovite neke drolje」を製作し、2008年7月のバッド・コピーのコンサートの前座も務めた。フー・シーはウォルゾ（Worzo、MC・ビートボクサー）、ラビア（Labia、MC）、シェイン（Šejn、MC）とともにボカシュカ・ブリガダ（Bokeška Brigada、コトル湾旅団）と称するヒップホップ・グループを設立する。

## リフレッシュ・フェスティバル2008
フー・シーはコトルの音楽祭「リフレッシュ・フェスティバル2008」の初日（2008年8月7日）、ヒップホップ部門の開演時のパフォーマンスをした。ディスコ「Maximus」にて午前0時の開演にあわせて、モンテネグロ国内外から訪れた多くの観衆を前に彼らはパフォーマンスを披露した。彼らは、1時間後のマルチェロのステージへとつないだ。

## ソロ活動
デダ、ノイズともにユニットでの活動の他にソロでの活動実績もある。デダはアイス・ニグルティンとの共演曲「Kakav ćemo refren?」、ノイズはアイス・ニグルティン、ティンベと「Niđe hedova masnija」を作成した。

## ユーロビジョン・ソング・コンテスト2013
モンテネグロ・ラジオテレビジョンは2012年12月、スウェーデン・マルメで2013年5月に開催されるユーロビジョン・ソング・コンテスト2013のモンテネグロ代表にフー・シーを選出したことを発表した。

## アルバム
- Sviranje kupcu (2006)
- Krš i drača (2012)

### シングル
『Sviranje kupcu』収録
- S kintom tanki (2007)
- Pješke polako (2007)
- Put pasat (2008)

『Krš i Drača』収録
- Kad se sjetim(2009)
- Rođen srećan – featuring Wikluh Sky（英語版）, Rhino and Labia (2010)

コンピレーション・アルバム『Balkan Zoo』収録
- Koji sam ja meni kralj

#### ソロ
デダ:
- Kakav ćemo refren? with Ajs Nigrutin（英語版）
- Nisi sa mnom featuring Labia
- Ako ćeš betlat featuring Labia
- Rep s primorija featuring Barska Stoka
- Robinja
- Balkan brdo tvrdo (2008)
- Brm, Brm with Sever (2009)
- Skoro Svi with naVAMga (2010)

ノイズ:
- Niđe hedova masnija with Ajs Nigrutin（英語版） and Timbe（英語版）
- Fantastična četvorka with Barska Stoka（英語版） (2008)
- 200 kila vutre with Ajs Nigrutin（英語版） and Bvana (2009)